# Napoli Soccer 2005-2006
Questa voce raccoglie le informazioni riguardanti il Napoli Soccer nelle competizioni ufficiali della stagione 2005-2006.

## Stagione

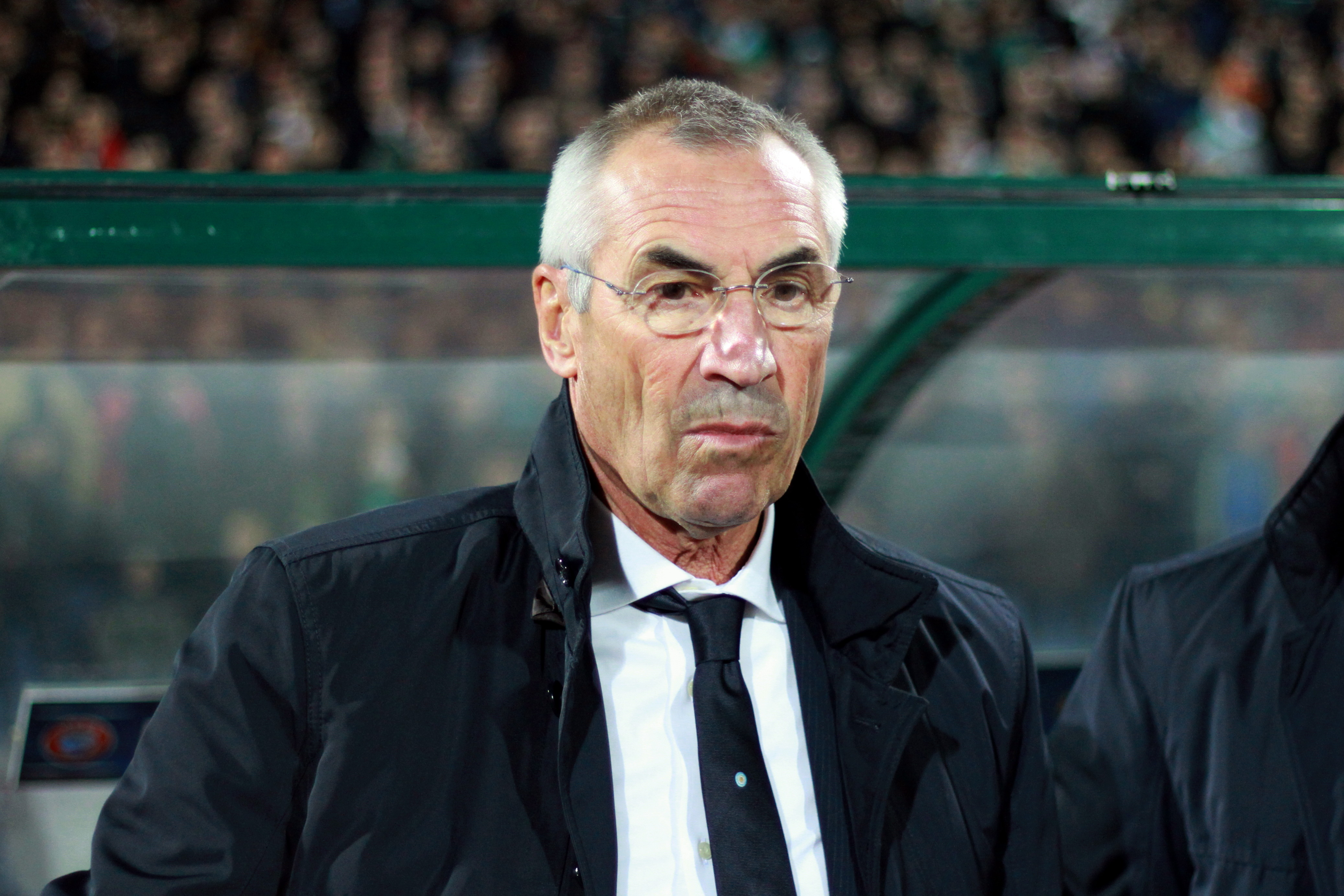
Edoardo Reja, alla seconda stagione sulla panchina azzurra, riporta la squadra in Serie B

Nel campionato di Serie C1 2005-2006 il Napoli appare come la squadra da battere ed in effetti il club azzurro parte benissimo, facendo subito il vuoto dietro di sé. Inizialmente gli resiste solo la Sangiovannese, ma a metà novembre i toscani vengono sconfitti al San Paolo. Il Napoli si sente già in Serie B e tra dicembre e febbraio rallenta il suo cammino.
Nel frattempo la società partenopea ha provveduto ad inserire nell'organico alcuni elementi importanti come Gennaro Iezzo, Rubén Maldonado e Mariano Bogliacino, e l'ottimo avvio in Coppa Italia lo conferma: in agosto elimina tre squadre di categoria superiore (Pescara, Reggina e Piacenza) e la sua corsa si ferma solo nel turno successivo, disputato tra dicembre e gennaio, nel doppio confronto contro la Roma.
Prima di Natale il Napoli vince a Frosinone contro la vera rivale per il primo posto, conseguendo poi quattro sconfitte in trasferta. La squadra riesce a risollevarsi ed alcuni cambiamenti tattici apportati da Reja fanno sì che la marcia verso la B riprenda senza ostacoli, sancita dalla vittoria contro il Perugia del 16 aprile. In questa stagione si mette in luce Emanuele Calaiò, autore di 18 gol e capocannoniere del torneo.
Il Napoli torna così in Serie B con merito, dominando il proprio girone. L'ultimo atto della stagione è la finale di Supercoppa di Lega di Serie C1 giocata contro lo Spezia, vincente del girone A: nella doppia finale prevale la squadra ligure grazie al pareggio esterno per 1-1 (dopo lo 0-0 della gara d'andata) in uno Stadio San Paolo vuoto per il disinteresse del pubblico azzurro verso questa competizione minore.

## Divise e sponsor
Riferimento: 
Lo sponsor tecnico è Kappa.
Per la prima giornata non fu adottato sponsor, alla 2ª e alla 3ª Crash - Contatto fisico, dalla 4ª fino a fine campionato Acqua Lete.
| Casa | Trasferta | Terza divisa | Quarta divisa |

## Dirigenza
- Presidente: Aurelio De Laurentiis
- Vicepresidente: Jacqueline Marie Baudit
- Consigliere: Valentina De Laurentiis
- Direttore generale: Pierpaolo Marino
- Team manager: Edoardo De Laurentiis
- Addetto stampa: Guido Baldari
- Segretario generale: Alberto Vallefuoco

## Staff Tecnico
- Allenatore: Edoardo Reja
- Allenatore in 2ª: Fabio Viviani
- Preparatore atletico: Luigi Febbrari
- Medico sociale: Alfonso De Nicola
- Massaggiatore: Salvatore Carmando

## Rosa
| N. |                     | Ruolo | Calciatore           |
| -- | ------------------- | ----- | -------------------- |
|    | Italia (bandiera)   | P     | Matteo Gianello      |
|    | Italia (bandiera)   | P     | Gennaro Iezzo        |
|    | Italia (bandiera)   | D     | Andrea Briotti       |
|    | Italia (bandiera)   | D     | Roberto Civita       |
|    | Italia (bandiera)   | D     | Andrea Cupi          |
|    | Italia (bandiera)   | D     | Francesco Del Franco |
|    | Italia (bandiera)   | D     | Luigi De Vito        |
|    | Italia (bandiera)   | D     | David Giubilato      |
|    | Italia (bandiera)   | D     | Gianluca Grava       |
|    | Italia (bandiera)   | D     | Luca Lacrimini       |
|    | Italia (bandiera)   | D     | Antonio Maddaloni    |
|    | Paraguay (bandiera) | D     | Rubén Maldonado      |
|    | Italia (bandiera)   | D     | Elio Nigro           |
|    | Italia (bandiera)   | D     | Luigi Pisa           |
|    | Italia (bandiera)   | D     | Tommaso Romito       |
|    | Italia (bandiera)   | D     | Mirko Savini         |
|    | Uruguay (bandiera)  | C     | Nicolás Amodio       |
|    | Uruguay (bandiera)  | C     | Mariano Bogliacino   |

| N. |                      | Ruolo | Calciatore                      |
| -- | -------------------- | ----- | ------------------------------- |
|    | Italia (bandiera)    | C     | Mariano Arini                   |
|    | Italia (bandiera)    | C     | Marco Capparella                |
|    | Italia (bandiera)    | C     | Roberto De Palma                |
|    | Italia (bandiera)    | C     | Gaetano Fontana                 |
|    | Italia (bandiera)    | C     | Fabio Gatti                     |
|    | Italia (bandiera)    | C     | Francesco Montervino (capitano) |
|    | Italia (bandiera)    | C     | Cataldo Montesanto              |
|    | Italia (bandiera)    | C     | Gaetano Perfetto                |
|    | Italia (bandiera)    | C     | Ivano Trotta                    |
|    | Italia (bandiera)    | C     | Luigi Vitale                    |
|    | Italia (bandiera)    | A     | Emanuele Calaiò                 |
|    | Italia (bandiera)    | A     | Gaetano Grieco                  |
|    | Italia (bandiera)    | A     | Umberto Prisco                  |
|    | Italia (bandiera)    | A     | Mario Ramaglia                  |
|    | Italia (bandiera)    | A     | Aniello Nappi                   |
|    | Brasile (bandiera)   | A     | Piá                             |
|    | Argentina (bandiera) | A     | Roberto Sosa                    |

## Calciomercato

### Sessione estiva(dall'1/7 al 31/8)
| Acquisti | Acquisti                | Acquisti          | Acquisti                    |
| R.       | Nome                    | da                | Modalità                    |
| -------- | ----------------------- | ----------------- | --------------------------- |
| C        | Nicolás Amodio          | Defensor Sporting | definitivo (0,75 milioni €) |
| C        | Mariano Bogliacino      | Plaza Colonia     | definitivo (0,6 milioni €)  |
| D        | Andrea Briotti          | Roma              | prestito                    |
| C        | Roberto De Palma        | -                 | svincolato                  |
| A        | Gaetano Grieco          | Parma             | definitivo                  |
| P        | Gennaro Iezzo           | -                 | svincolato                  |
| D        | Rubén Maldonado         | -                 | svincolato                  |
| D        | Mirko Savini            | Fiorentina        | definitivo (0,5 milioni €)  |
| A        | Massimiliano Varricchio | Pescara           | fine prestito               |
| P        | Fabio Virgili           | Parma             | compartecipazione (500 €)   |

| Cessioni | Cessioni                | Cessioni    | Cessioni                     |
| R.       | Nome                    | a           | Modalità                     |
| -------- | ----------------------- | ----------- | ---------------------------- |
| C        | Ignazio Abate           | Milan       | fine prestito                |
| D        | Salvatore Accursi       | Messina     | fine prestito                |
| D        | Simone Bonomi           | Siena       | fine prestito                |
| C        | Luigi Consonni          | SPAL        | risoluzione comp. (16 000 €) |
| C        | Karl Corneliusson       | Salernitana | fine prestito                |
| C        | Nicola Corrent          | Ternana     | fine prestito                |
| A        | Gennaro Esposito        | Pro Vasto   | prestito                     |
| D        | Giovanni Ignoffo        | Perugia     | fine prestito                |
| D        | Nicola Mora             | Bari        | fine prestito                |
| P        | Olivier Renard          | Udinese     | fine prestito                |
| P        | Antonino Saviano        | Reggina     | fine prestito                |
| D        | Gennaro Scarlato        | Ternana     | fine prestito                |
| A        | Gerardo Schettino       | Pro Vasto   | prestito                     |
| D        | Claudio Terzi           | Bologna     | fine prestito                |
| A        | Massimiliano Varricchio | Spezia      | definitivo                   |

### Sessione invernale(dal 4/1 al 31/1)
| Acquisti | Acquisti        | Acquisti      | Acquisti                    |
| R.       | Nome            | da            | Modalità                    |
| -------- | --------------- | ------------- | --------------------------- |
| D        | Andrea Cupi     | Empoli        | definitivo                  |
| D        | Luca Lacrimini  | Sangiovannese | definitivo (0,16 milioni €) |
| C        | Ivano Trotta    | Rimini        | definitivo (0,15 milioni €) |
| A        | Giuseppe Giglio | Acireale      | definitivo (70 000 €)       |

| Cessioni | Cessioni         | Cessioni   | Cessioni            |
| R.       | Nome             | a          | Modalità            |
| -------- | ---------------- | ---------- | ------------------- |
| C        | Roberto De Palma | Acireale   | prestito            |
| C        | Fabio Gatti      | Cremonese  | prestito            |
| A        | Giuseppe Giglio  | San Marino | prestito (40 000 €) |

## Risultati

### Serie C1

#### Girone di andata
| Arbitro: | Lena (Ciampino) |

|  |           |                 |
|  | Marcatori | 14’, 46’ Calaiò |

| Arbitro: | Zanzi (Lugo di Romagna) |

|            |           |  |
| Calaiò 26’ | Marcatori |  |

| Arbitro: | Orsato (Schio) |

|  |           |               |
|  | Marcatori | 68’ Maldonado |

| Napoli 19 settembre 2005, ore 15:00 CEST 4ª giornata | Napoli             | 0 – 0 referto | Torres | Stadio San Paolo (20 992 spett.)\| Arbitro: \| Velotto (Grosseto) \| |
| Arbitro:                                             | Velotto (Grosseto) |               |        |                                                                      |

| Arbitro: | Celi (Campobasso) |

|             |           |         |
| Zizzari 22’ | Marcatori | 31’ Piá |

| Arbitro: | Salati (Trento) |

|           |           |  |
| Grava 71’ | Marcatori |  |

| Gela 9 ottobre 2005, ore 15:00 CEST 7ª giornata | Gela                | 0 – 0 referto | Napoli | Stadio Vincenzo Presti (4 000 spett.)\| Arbitro: \| Gervasoni (Mantova) \| |
| Arbitro:                                        | Gervasoni (Mantova) |               |        |                                                                            |

| Arbitro: | Mannella (Avezzano) |

|                                       |           |  |
| Fontana 33’ Romito 58’ Montervino 85’ | Marcatori |  |

| Arbitro: | Scoditti (Bologna) |

|            |           |                   |
| Fanesi 29’ | Marcatori | 27’ (rig.) Calaiò |

| Arbitro: | Orsato (Schio) |

|  |           |                                  |
|  | Marcatori | 37’, 46’ Calaiò 90+1’ Montervino |

| Arbitro: | Lena (Ciampino) |

|                                             |           |            |
| Sosa 12’, 39’ Fontana 22’ Calaiò 52’ (rig.) | Marcatori | 33’ Baiano |

| Arbitro: | Damato (Barletta) |

|                   |           |                             |
| Virdis 66’ (rig.) | Marcatori | 25’ Calaiò 51’ (aut.) Tomei |

| Arbitro: | Tommasi (Bassano del Grappa) |

|                     |           |                 |
| Fontana 10’ Piá 33’ | Marcatori | 9’, 13’ Cantoro |

| Arbitro: | Celi (Campobasso) |

|             |           |  |
| Cellini 25’ | Marcatori |  |

| Arbitro: | Salati (Trento) |

|               |           |                      |
| Capparella 3’ | Marcatori | 90’ (rig.) Pellicori |

| Arbitro: | Gervasoni (Mantova) |

|                  |           |                             |
| Mastronunzio 11’ | Marcatori | 40’, 81’ Bogliacino 60’ Piá |

| Arbitro: | Zanardo (Conegliano Veneto) |

|                                       |           |  |
| Sosa 2’ Bogliacino 34’ Capparella 46’ | Marcatori |  |

#### Girone di ritorno
| Arbitro: | Zanzi (Lugo di Romagna) |

|          |           |  |
| Sosa 33’ | Marcatori |  |

| Arbitro: | Scoditti (Bologna) |

|             |           |  |
| Vagnati 26’ | Marcatori |  |

| Arbitro: | Forconi (Aprilia) |

|                |           |  |
| Bogliacino 31’ | Marcatori |  |

| Arbitro: | Tommasi (Bassano del Grappa) |

|                 |           |  |
| Evacuo 37’, 63’ | Marcatori |  |

| Arbitro: | Bo (Genova) |

|                 |           |  |
| Calaiò 24’, 84’ | Marcatori |  |

| Arbitro: | Damato (Barletta) |

|                                               |           |            |
| Romito 12’ (aut.) Agnelli 15’ L. Castaldo 69’ | Marcatori | 44’ Calaiò |

| Arbitro: | Pierpaoli (Firenze) |

|                       |           |  |
| Calaiò 30’ Trotta 61’ | Marcatori |  |

| Arbitro: | Velotto (Grosseto) |

|  |           |         |
|  | Marcatori | 59’ Piá |

| Arbitro: | Lena (Ciampino) |

|        |           |  |
| Piá 6’ | Marcatori |  |

| Arbitro: | Scoditti (Bologna) |

|                 |           |  |
| Calaiò 10’, 16’ | Marcatori |  |

| Arbitro: | Gervasoni (Mantova) |

|            |           |            |
| Baiano 42’ | Marcatori | 38’ Calaiò |

| Arbitro: | Cavarretta (Trapani) |

|                        |           |  |
| Sosa 4’ Bogliacino 57’ | Marcatori |  |

| Arbitro: | Zanzi (Lugo di Romagna) |

|            |           |            |
| Frezza 51’ | Marcatori | 68’ Calaiò |

| Arbitro: | Salati (Trento) |

|                           |           |  |
| Calaiò 20’ Capparella 67’ | Marcatori |  |

| Arbitro: | Celi (Campobasso) |

|                             |           |                           |
| Sorrentino 55’ Consonni 72’ | Marcatori | 13’ Calaiò 42’ Montervino |

| Arbitro: | Mannella (Avezzano) |

|          |           |                 |
| Sosa 13’ | Marcatori | 3’ Mastronunzio |

| Lanciano 7 maggio 2006, ore 15:00 CEST 34ª giornata | Lanciano         | 0 – 0 referto | Napoli | Stadio Guido Biondi (3 000 spett.)\| Arbitro: \| Rubino (Salerno) \| |
| Arbitro:                                            | Rubino (Salerno) |               |        |                                                                      |

### Coppa Italia

#### Turni preliminari
| Arbitro: | Farina (Novi Ligure) |

|                       |           |  |
| Calaiò 45+1’ Sosa 79’ | Marcatori |  |

| Arbitro: | Racalbuto (Gallarate) |

|                |           |  |
| Capparella 73’ | Marcatori |  |

| Arbitro: | Collina (Viareggio) |

|            |           |  |
| Sosa 90+1’ | Marcatori |  |

#### Fase finale
| Arbitro: | Dondarini (Modena) |

|  |           |                                  |
|  | Marcatori | 34’ Aquilani 41’ Nonda 83’ Okaka |

| Arbitro: | Bergonzi (Genova) |

|                          |           |              |
| Aquilani 39’ Mancini 45’ | Marcatori | 90+2’ Amodio |

### Coppa Italia Serie C

#### Fase a eliminazione diretta
| Arbitro: | Pinzani (Empoli) |

|                            |           |            |
| Grieco 19’, 21’ Vitale 57’ | Marcatori | 62’ Frezza |

| Arbitro: | Valeri (Roma) |

|  |           |              |
|  | Marcatori | 37’, 38’ Piá |

| Arbitro: | Pierpaoli (Firenze) |

|                                         |           |              |
| Margarita 24’ Marasco 59’ Sadicki 90+3’ | Marcatori | 22’ De Palma |

| Arbitro: | Cavarretta (Trapani) |

|                         |           |           |
| De Palma 39’ Grieco 82’ | Marcatori | 58’ Luiso |

### Supercoppa di Lega di Serie C1
| La Spezia 14 maggio 2006, ore 15:00 CEST Finale - Andata | Spezia             | 0 – 0 referto | Napoli | Stadio Alberto Picco (ca. 8 000 spett.)\| Arbitro: \| Scoditti (Bologna) \| |
| Arbitro:                                                 | Scoditti (Bologna) |               |        |                                                                             |

| Arbitro: | Orsato (Schio) |

|                       |           |             |
| Bogliacino 83’ (rig.) | Marcatori | 60’ Pelatti |

## Statistiche finali

### Statistiche di squadra
| Competizione                   | Punti | In casa | In casa | In casa | In casa | In casa | In casa | In trasferta | In trasferta | In trasferta | In trasferta | In trasferta | In trasferta | Totale | Totale | Totale | Totale | Totale | Totale | DR  |
| Competizione                   | Punti | G       | V       | N       | P       | Gf      | Gs      | G            | V            | N            | P            | Gf           | Gs           | G      | V      | N      | P      | Gf     | Gs     | DR  |
| ------------------------------ | ----- | ------- | ------- | ------- | ------- | ------- | ------- | ------------ | ------------ | ------------ | ------------ | ------------ | ------------ | ------ | ------ | ------ | ------ | ------ | ------ | --- |
| Serie C1                       | 68    | 17      | 13      | 4       | 0       | 31      | 5       | 17           | 6            | 7            | 4            | 17           | 15           | 34     | 19     | 11     | 4      | 48     | 20     | +28 |
| Coppa Italia                   | -     | 4       | 3       | 0       | 1       | 4       | 3       | 1            | 0            | 0            | 1            | 1            | 2            | 5      | 3      | 0      | 2      | 5      | 5      | 0   |
| Coppa Italia Serie C           | -     | 2       | 2       | 0       | 0       | 5       | 2       | 2            | 1            | 0            | 1            | 3            | 3            | 4      | 3      | 0      | 1      | 8      | 5      | +3  |
| Supercoppa di Lega di Serie C1 | -     | 1       | 0       | 1       | 0       | 1       | 1       | 1            | 0            | 1            | 0            | 0            | 0            | 2      | 0      | 2      | 0      | 1      | 1      | 0   |
| Totale                         | -     | 24      | 18      | 5       | 1       | 41      | 11      | 21           | 7            | 8            | 6            | 21           | 20           | 45     | 25     | 13     | 7      | 62     | 31     | +31 |

### Andamento in campionato
| Giornata  | 1 | 2 | 3 | 4 | 5 | 6 | 7 | 8 | 9 | 10 | 11 | 12 | 13 | 14 | 15 | 16 | 17 | 18 | 19 | 20 | 21 | 22 | 23 | 24 | 25 | 26 | 27 | 28 | 29 | 30 | 31 | 32 | 33 | 34 |
| --------- | - | - | - | - | - | - | - | - | - | -- | -- | -- | -- | -- | -- | -- | -- | -- | -- | -- | -- | -- | -- | -- | -- | -- | -- | -- | -- | -- | -- | -- | -- | -- |
| Luogo     | T | C | T | C | T | C | T | C | T | T  | C  | T  | C  | T  | C  | T  | C  | C  | T  | C  | T  | C  | T  | C  | T  | C  | C  | T  | C  | T  | C  | T  | C  | T  |
| Risultato | V | V | V | N | N | V | N | V | N | V  | V  | V  | N  | P  | N  | V  | V  | V  | P  | V  | P  | V  | P  | V  | V  | V  | V  | N  | V  | N  | V  | N  | N  | N  |
| Posizione | 5 | 4 | 3 | 4 | 6 | 5 | 5 | 3 | 3 | 2  | 2  | 1  | 1  | 1  | 1  | 1  | 1  | 1  | 1  | 1  | 1  | 1  | 1  | 1  | 1  | 1  | 1  | 1  | 1  | 1  | 1  | 1  | 1  | 1  |

Fonte: https://www.diretta.it/calcio/italia/lega-pro-c1-b-2005-2006/classifiche/
Legenda:

Luogo: C = Casa; T = Trasferta. Risultato: V = Vittoria; N = Pareggio; P = Sconfitta.

### Statistiche dei giocatori
| Giocatore     | Serie C1 | Serie C1 | Serie C1    | Serie C1   | Coppa Italia | Coppa Italia | Coppa Italia | Coppa Italia | Coppa Italia Serie C | Coppa Italia Serie C | Coppa Italia Serie C | Coppa Italia Serie C | Supercoppa Serie C | Supercoppa Serie C | Supercoppa Serie C | Supercoppa Serie C | Totale   | Totale | Totale      | Totale     |
| Giocatore     | Presenze | Reti     | Ammonizioni | Espulsioni | Presenze     | Reti         | Ammonizioni  | Espulsioni   | Presenze             | Reti                 | Ammonizioni          | Espulsioni           | Presenze           | Reti               | Ammonizioni        | Espulsioni         | Presenze | Reti   | Ammonizioni | Espulsioni |
| ------------- | -------- | -------- | ----------- | ---------- | ------------ | ------------ | ------------ | ------------ | -------------------- | -------------------- | -------------------- | -------------------- | ------------------ | ------------------ | ------------------ | ------------------ | -------- | ------ | ----------- | ---------- |
| N. Amodio     | 28       | 0        | 1           | 0          | 5            | 1            | ?            | ?            | 4                    | 0                    | ?                    | ?                    | 2                  | 0                  | ?                  | ?                  | 39       | 1      | 1+          | 0+         |
| M. Arini      | -        | -        | -           | -          | -            | -            | -            | -            | 3                    | 0                    | ?                    | ?                    | -                  | -                  | -                  | -                  | 3        | 0      | 0+          | 0+         |
| M. Bogliacino | 34       | 5        | 2           | 0          | 3            | 0            | ?            | ?            | 2                    | 0                    | ?                    | ?                    | 2                  | 1                  | ?                  | ?                  | 41       | 6      | 2+          | 0+         |
| A. Briotti    | 9        | 0        | 1           | 0          | 1            | 0            | ?            | ?            | 4                    | 0                    | ?                    | ?                    | -                  | -                  | -                  | -                  | 14       | 0      | 1+          | 0+         |
| E. Calaiò     | 33       | 18       | 3           | 0          | 3            | 1            | ?            | ?            | -                    | -                    | -                    | -                    | 2                  | 0                  | ?                  | ?                  | 38       | 19     | 3+          | 0+         |
| M. Capparella | 32       | 3        | 1           | 0          | 4            | 1            | ?            | ?            | -                    | -                    | -                    | -                    | -                  | -                  | -                  | -                  | 36       | 4      | 1+          | 0+         |
| R. Civita     | -        | -        | -           | -          | -            | -            | -            | -            | 1                    | 0                    | ?                    | ?                    | -                  | -                  | -                  | -                  | 1        | 0      | 0+          | 0+         |
| A. Cupi       | 11       | 0        | 1           | 0          | -            | -            | -            | -            | 1                    | 0                    | ?                    | ?                    | -                  | -                  | -                  | -                  | 12       | 0      | 1+          | 0+         |
| R. De Palma   | 3        | 0        | 0           | 1          | 2            | 0            | ?            | ?            | 4                    | 2                    | ?                    | ?                    | -                  | -                  | -                  | -                  | 9        | 2      | 0+          | 1+         |
| L. De Vito    | -        | -        | -           | -          | -            | -            | -            | -            | 2                    | 0                    | ?                    | ?                    | -                  | -                  | -                  | -                  | 2        | 0      | 0+          | 0+         |
| F. Del Franco | -        | -        | -           | -          | -            | -            | -            | -            | 1                    | 0                    | ?                    | ?                    | -                  | -                  | -                  | -                  | 1        | 0      | 0+          | 0+         |
| G. Fontana    | 22       | 3        | 7           | 0          | 5            | 0            | ?            | ?            | -                    | -                    | -                    | -                    | -                  | -                  | -                  | -                  | 27       | 3      | 7+          | 0+         |
| F. Gatti      | 4        | 0        | 0           | 0          | 4            | 0            | ?            | ?            | 3                    | 0                    | ?                    | ?                    | -                  | -                  | -                  | -                  | 11       | 0      | 0+          | 0+         |
| M. Gianello   | 2        | -2       | 0           | 0          | 2            | -2           | ?            | ?            | 4                    | -5                   | ?                    | ?                    | -                  | -                  | -                  | -                  | 8        | -9     | 0+          | 0+         |
| D. Giubilato  | 19       | 0        | 4           | 0          | 2            | 0            | ?            | ?            | 1                    | 0                    | ?                    | ?                    | 2                  | 0                  | ?                  | ?                  | 24       | 0      | 4+          | 0+         |
| G. Grava      | 32       | 1        | 7           | 0          | 4            | 0            | ?            | ?            | -                    | -                    | -                    | -                    | 2                  | 0                  | ?                  | ?                  | 38       | 1      | 7+          | 0+         |
| G. Grieco     | 16       | 0        | 0           | 0          | 2            | 0            | ?            | ?            | 4                    | 3                    | ?                    | ?                    | -                  | -                  | -                  | -                  | 22       | 3      | 0+          | 0+         |
| G. Iezzo      | 32       | -18      | 1           | 0          | 3            | -3           | ?            | ?            | -                    | -                    | -                    | -                    | 2                  | -1                 | ?                  | ?                  | 37       | -22    | 1+          | 0+         |
| L. Lacrimini  | 9        | 0        | 1           | 0          | 1            | 0            | ?            | ?            | 1                    | 0                    | ?                    | ?                    | 2                  | 0                  | ?                  | ?                  | 13       | 0      | 1+          | 0+         |
| A. Maddaloni  | -        | -        | -           | -          | -            | -            | -            | -            | 1                    | 0                    | ?                    | ?                    | -                  | -                  | -                  | -                  | 1        | 0      | 0+          | 0+         |
| R. Maldonado  | 33       | 1        | 5           | 0          | 2            | 0            | ?            | ?            | -                    | -                    | -                    | -                    | 1                  | 0                  | ?                  | ?                  | 36       | 1      | 5+          | 0+         |
| F. Montervino | 31       | 3        | 6           | 2          | 4            | 0            | ?            | ?            | -                    | -                    | -                    | -                    | 2                  | 0                  | ?                  | ?                  | 37       | 3      | 6+          | 2+         |
| C. Montesanto | 13       | 0        | 4           | 0          | 4            | 0            | ?            | ?            | 4                    | 0                    | ?                    | ?                    | 2                  | 0                  | ?                  | ?                  | 23       | 0      | 4+          | 0+         |
| A. Nappi      | -        | -        | -           | -          | 1            | 0            | ?            | ?            | 1                    | 0                    | ?                    | ?                    | -                  | -                  | -                  | -                  | 2        | 0      | 0+          | 0+         |
| E. Nigro      | -        | -        | -           | -          | 1            | 0            | ?            | ?            | 3                    | 0                    | ?                    | ?                    | -                  | -                  | -                  | -                  | 4        | 0      | 0+          | 0+         |
| G. Perfetto   | -        | -        | -           | -          | -            | -            | -            | -            | 1                    | 0                    | ?                    | ?                    | -                  | -                  | -                  | -                  | 1        | 0      | 0+          | 0+         |
| Piá           | 24       | 5        | 3           | 0          | 5            | 0            | ?            | ?            | 2                    | 2                    | ?                    | ?                    | 2                  | 0                  | ?                  | ?                  | 33       | 7      | 3+          | 0+         |
| L. Pisa       | -        | -        | -           | -          | -            | -            | -            | -            | 1                    | 0                    | ?                    | ?                    | -                  | -                  | -                  | -                  | 1        | 0      | 0+          | 0+         |
| U. Prisco     | -        | -        | -           | -          | -            | -            | -            | -            | 4                    | 0                    | ?                    | ?                    | -                  | -                  | -                  | -                  | 4        | 0      | 0+          | 0+         |
| M. Ramaglia   | 1        | 0        | 0           | 0          | -            | -            | -            | -            | -                    | -                    | -                    | -                    | -                  | -                  | -                  | -                  | 1        | 0      | 0           | 0          |
| T. Romito     | 26       | 1        | 4           | 0          | 4            | 0            | ?            | ?            | 1                    | 0                    | ?                    | ?                    | 2                  | 0                  | ?                  | ?                  | 33       | 1      | 4+          | 0+         |
| M. Savini     | 10       | 0        | 0           | 0          | 2            | 0            | ?            | ?            | -                    | -                    | -                    | -                    | -                  | -                  | -                  | -                  | 12       | 0      | 0+          | 0+         |
| R. Sosa       | 31       | 6        | 4           | 0          | 4            | 2            | ?            | ?            | -                    | -                    | -                    | -                    | 2                  | 0                  | ?                  | ?                  | 37       | 8      | 4+          | 0+         |
| I. Trotta     | 14       | 1        | 3           | 0          | -            | -            | -            | -            | -                    | -                    | -                    | -                    | 2                  | 0                  | ?                  | ?                  | 16       | 1      | 3+          | 0+         |
| M. Varricchio | -        | -        | -           | -          | 1            | 0            | ?            | ?            | -                    | -                    | -                    | -                    | -                  | -                  | -                  | -                  | 1        | 0      | 0+          | 0+         |
| L. Vitale     | 3        | 0        | 0           | 0          | 1            | 0            | ?            | ?            | 2                    | 1                    | ?                    | ?                    | 1                  | 0                  | ?                  | ?                  | 7        | 1      | 0+          | 0+         |